# Turquia nos Jogos Olímpicos de Verão de 1908
A Turquia, cujo nome oficial na época era Império Otomano, participou dos Jogos Olímpicos de Verão de 1908 em Londres, no Reino Unido. Só teve um atleta do país participando, Aleko Moullos, na categoria ginástica, mas não ganhou medalha.
Na Europa Ocidental, os nomes Império Otomano, Império Turco e Turquia eram frequentemente usados de forma intercambiável, com Turquia sendo cada vez mais favorecida em situações formais e informais. Essa dicotomia foi oficialmente encerrada em 1920–23, quando o recém-estabelecido governo republicano turco de Ancara escolheu Turquia como o único nome oficial.